# Karl Spitzenpfeil
Karl Spitzenpfeil (* 31. Oktober 1911; † Juni 1999) war ein deutscher Fußballspieler. Mit dem 1. FC Schweinfurt 05 gewann er in der Saison 1938/39 die Meisterschaft in der Gauliga Bayern und nahm an den Endrundenspielen um die deutsche Fußballmeisterschaft teil. Nach dem Zweiten Weltkrieg absolvierte er von 1945 bis 1948 in der damals erstklassigen Fußball-Oberliga Süd 45 Ligaspiele, in denen er 18 Tore erzielte.

## Laufbahn

### Gauliga Bayern
Die ersten Schritte im höherklassigen Vereinsfußball machte Karl Spitzenpfeil 1932/33 beim FSV Nürnberg in der Bezirksklasse Mittelfranken. Er war vom FC Michelau zum FSV gekommen und schloss sich bereits zur Runde 1933/34 der SpVgg Fürth in der Gauliga Bayern an. Unter Trainer Hans Hagen und an der Seite von Mitspielern wie Georg Frank, Emil und Max Leupold absolvierte der neue Mittelstürmer der „Kleeblatt-Elf“ 14 Ligaspiele, in denen er acht Tore erzielte. Fürth belegte im ersten Jahr der Gauliga den 6. Rang. Bei seinem Gauligadebüt, bei einem 2:0-Auswärtserfolg bei München 1860, hatte er seinen neuen Verein zum 1:0 in Führung geschossen. Aber auch diese Station dauerte nur ein Spieljahr an, zur Runde 1934/35 stürmte er für den Gauligakonkurrenten Schweinfurt 05. In der unterfränkischen Industriestadt, bei den grün-schwarzen Nullfünfern, wurde Spitzenpfeil dann aber heimisch und spielte nur durch den Zweiten Weltkrieg unterbrochen, bis einschließlich der Runde 1947/48, wo er dann kurz vor dem 37. Geburtstag im Sommer 1948 seine langjährige Spielerkarriere beendete.
Der Neuzugang aus Fürth zeigte sich sofort als Verstärkung für Schweinfurt und sein neuer Verein belegte 1934/35 den 3. Rang. Seine Vereinsleistungen führten zu seinem erstmaligen Einsatz in der Gauligaauswahl von Bayern im Bundespokal. Das Spiel am 6. Januar 1935 in Würzburg gegen Baden ging aber mit 0:1 verloren. Im Jahr 1936 ragte für Spitzenpfeil das Vordringen im Tschammerpokal mit Schweinfurt bis in das Halbfinale gegen den FC Schalke 04 heraus. Davor setzten sich die Unterfranken gegen den FC Hanau 93, SV Feuerbach, SSV Ulm und im Viertelfinale mit einem 2:1 bei Waldhof Mannheim durch. Mittelstürmer Spitzenpfeil hatte die Schweinfurter in der Glückauf-Kampfbahn nach torloser 1. Halbzeit in der 49. Minute in Führung gebracht, Ernst Poertgen erzielte aber in der 87. Minute den 3:2-Siegtreffer für Königsblau. Als neben Albin Kitzinger, Andreas Kupfer und Spitzenpfeil auch noch Paul Gorski die Schweinfurter verstärkte, erreichte das Team vom Willy-Sachs-Stadion 1936/37 hinter dem amtierenden deutschen Meister 1. FC Nürnberg die Vizemeisterschaft in Bayern. 
An der Seite der herausragenden Leistungsträger der 05er, Andreas Kupfer und Albin Kitzinger, erfuhr Spitzenpfeil in der Saison 1938/39 die Steigerung mit dem Meisterschaftsgewinn in der Gauliga Bayern. Am 2. April wurde das entscheidende Spiel bei Titelverteidiger 1. FC Nürnberg mit 2:1 Toren gewonnen.
Acht Tage später, am 10. April 1939, startete der Gaumeister aus Bayern mit einem 4:1-Auswärtserfolg gegen den Warnsdorfer FK in die Endrunde um die deutsche Meisterschaft. Spitzenpfeil bildete mit Jakob Lotz den rechten Flügel der Schweinfurter. Das erste Endrundenheimspiel trug der Bayernmeister am 16. April in Bamberg vor 15.000 Zuschauern gegen den Dresdner SC aus und setzte sich mit einem 1:0-Erfolg gegen die Mannen um Willibald Kreß, Walter Kreisch, Walter Dzur und Helmut Schön durch. Beim 4:2-Heimerfolg gegen Warnsdorf im Rückspiel trug er sich in die Torschützenliste ein. Am 7. Mai empfing der Dresdner SC zum entscheidenden Spiel um den Gruppensieg vor 40.000 Zuschauern in Chemnitz die Mannen um Spitzenpfeil. Der Gastgeber setzte sich mit einem 1:0-Sieg durch und entschied damit punktgleich – beide wiesen je 6:2 Zähler auf – durch das bessere Torverhältnis – 9:3 Dresden und 9:4 Schweinfurt – den Kampf um den Gruppensieg für sich.
Der zweite Meisterschaftserfolg glückte in der Kriegsrunde 1941/42. Schweinfurt setzte sich im Sportbereich Bayern mit 36:8 Punkten gegenüber der SpVgg Fürth (33:11) und München 1860 (32:12) durch. Das Spiel am 24. Mai 1942 gegen die SS SG Straßburg in der Endrunde um die deutsche Fußballmeisterschaft wurde ohne Andreas Kupfer und Paul Gorski mit 1:2 verloren. Spitzenpfleil lief dabei als rechter Außenläufer an der Seite von Mittelläufer Albin Kitzinger im damals gebräuchlichen WM-System auf. Am 28. September 1941 war Spitzenpfeil an der Seite seiner Vereinskameraden Kitzinger, Kupfer und Karl Rühr in einem Auswahlspiel der Stadtauswahl Wien gegen Nordbayern (2:1) im Praterstadion gegen die um Willibald Schmaus, Johann Mock, Wilhelm Hahnemann und Karl Zischek gruppierte Stadtauswahl zum Einsatz gekommen.

### Oberliga Süd, 1945 bis 1948
Nach dem Ende des Zweiten Weltkriegs wurde in Süddeutschland bereits am 4. November 1945 mit dem ersten Spieltag die Fußball-Oberliga Süd gestartet. Am 14. Oktober hatten die Schweinfurter schon zu einem Freundschaftsspiel beim 1. FC Bamberg gastiert. Spitzenpfeil gehörte zu den Männern der ersten Stunde und absolvierte 20 Ligaspiele, in denen er zehn Tore erzielte. Nach 30 Spieltagen belegten die Mannen um Gorski, Kitzinger, Kupfer, Lotz und Spitzenpfeil mit 33:27 Punkten den siebten Rang in der Debütrunde 1945/46. Als Nürnberg 1946/47 in der aus 20 Vereinen bestehenden „Mammut-Liga“ mit 13 Punkten Vorsprung und dem Torverhältnis von 108:31 überlegen vor dem SV Waldhof die Südmeisterschaft holen konnte, belegte Schweinfurt den neunten Rang. 
In der Saison 1947/48 belegte Schweinfurt den 13. Platz. Der fast 37-Jährige hatte nochmals in 13 Ligaeinsätzen drei Tore beigesteuert. Sein letztes Oberligaspiel bestritt der Routinier beim Nachholspiel am 4. Juli 1948 gegen Eintracht Frankfurt; das Heimspiel wurde mit 0:1 verloren und Spitzenpfeil verabschiedete sich an der Seite der Mitspieler Fritz Käser, Rolf Baier, Ludwig Merz, Robert Bernard, Albin Kitzinger, Anderl Kupfer, Jakob Lotz und Paul Gorski
Bei FT Schweinfurt ließ Spitzenpfeil seine Karriere als Spielertrainer ausklingen.